# Line of Control

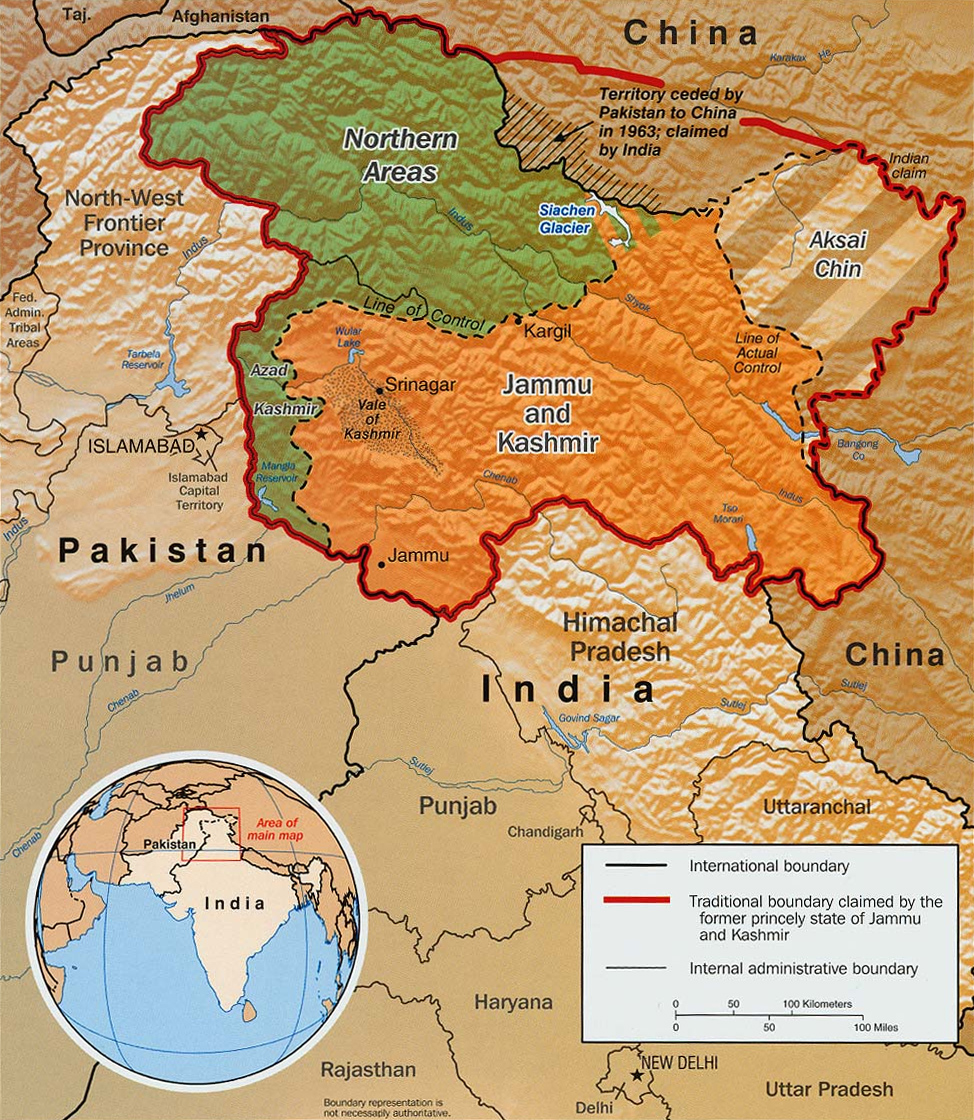
De-facto-Aufteilung von Kashmir: In Grün die von Pakistan kontrollierten Gebiete Gilgit-Baltistan im Norden und Asad Jammu und Kaschmir im Süden. In Orange der durch Indien kontrollierte ehemalige Bundesstaat Jammu und Kashmir; das schraffierte Gebiet im Osten, Aksai Chin, ist unter chinesischer Kontrolle.

Die Line of Control (LoC) ist eine Demarkationslinie, die den faktischen Grenzverlauf zwischen zwei militärisch oder polizeilich kontrollierten Territorien markiert.

## Bezeichnungen
Der Begriff „Line of Control“ bezieht sich auf die 740 km lange militärische Kontrolllinie zwischen Indien und Pakistan in der Region Kaschmir. Ursprünglich als „Waffenstillstandslinie“ des ersten Indisch-Pakistanischen Krieges (Erster Kaschmirkrieg) 1947–49 bekannt, wurde diese LoC nach dem Waffenstillstand des Bangladesch-Krieges (Dritter Indisch-Pakistanischer Krieg) vom 17. Dezember 1971 und dem Shimla-Abkommen vom 2. Juli 1972 umbenannt. Indien bezeichnet seinen Teil am umstrittenen Territorium als Jammu und Kashmir und Ladakh und den unter pakistanischer Kontrolle stehenden Teil als „pakistanisch besetztes Kaschmir“ (Pakistan-occupied Kashmir, PoK), während Pakistan diesen Teil „Azad Jammu und Kashmir“  (deutsch: freies Kaschmir) nennt und den unter indischer Kontrolle „indisch besetztes Kaschmir“ (Indian-occupied Kashmir, IoK). 
Die Waffenstillstandslinie zwischen Indien und der Volksrepublik China in Aksai Chin ist als „Line of Actual Control (LAC)“ bekannt. Es gab in der indischen Presse Vorschläge, die LoC zu einer internationalen völkerrechtlich verbindlichen Grenze zwischen Indien und Pakistan zu normalisieren, was allerdings der offiziellen Politik sowohl der indischen Regierung wie der pakistanischen Regierung widerspricht. Indien wie Pakistan beanspruchen weiterhin die Souveränität über das gesamte Territorium der Provinz Kaschmir.

## Kriege
Die LoC wurde mehrfach zum Schauplatz von Kriegen zwischen Indien und Pakistan (1948, 1965 und 1971). Mit dem Shimla-Abkommen wurde die LoC von einer gemeinsamen pakistanisch-indischen Militärkommission sorgfältig vermessen und kartiert und faktisch als Grenze anerkannt. Im April 1984 setzten indische Hubschrauber erstmals Soldaten im Siachen-Konflikt auf dem Siachen-Gletscher ab, um den Zugang zum zu Ladakh gehörenden Tal Leh zu sichern, woraufhin auch Pakistan Truppen auf dem Gletscher absetzte. Das Shimla-Abkommen endet bei den Koordinaten NJ9842 am Rande des Siachen-Gletschers etwa 100 km von der chinesischen Grenze entfernt. Zuletzt wurde 1999 der Kargil-Krieg zwischen den beiden Nachfolgestaaten Britisch-Indiens über die LoC ausgetragen, als Freischärler in den indischen Teil eindrangen und eine Reihe schwerer Anschläge verübten. Es gibt immer wieder Artillerieduelle zwischen Indien und Pakistan entlang der LoC. Streckenweise bildet ein Zaun die LoC, die durch eine zum Teil durch Bewässerung fruchtbar gemachte Ebene verläuft. Die alten Bewässerungskanäle wurden durch die LoC vielfach zerschnitten. Die Vereinten Nationen unterhalten seit 1949 eine Beobachtermission (UNMOGIP) im Grenzgebiet.

## Reiseverbindungen
Beide Staaten hatten erstmals seit Jahrzehnten eine wöchentliche Busverbindung über die LoC aufgenommen, die allerdings 2001 nach einer Reihe von Anschlägen wieder geschlossen und erst 2005 wieder aufgenommen wurde.